# Instituto Tecnológico de San Luis Potosí
El Instituto Tecnológico de San Luis Potosí (ITSLP) es una institución pública de educación superior localizada en Soledad de Graciano Sánchez, San Luis Potosí, México, creado el 16 de septiembre de 1970 y forma parte del recién creado Tecnológico Nacional de México (TecNM). Es considerada una de las principales instituciones de educación superior en el Estado de San Luis Potosí por su impacto en el desarrollo del estado, su vinculación con el sector productivo y su positiva conexión con el entorno social.
El Instituto Tecnológico de San Luis Potosí es una Institución Educativa de Nivel Superior ubicada en esta ciudad en la Av. Tecnológico S/n (antes km. 1 de la carretera San Luis - Río Verde). Inició sus actividades educativas, oficialmente el 16 de septiembre de 1970 con los mejores augurios; fundamentando su éxito en el esfuerzo, trabajo y dedicación de un grupo reducido de fundadores encabezados por su director, en aquel entonces el Ing. Carlos Eduardo Peart y Felipe.
La actividad académica realizada por el Instituto Tecnológico de San Luis Potosí ha hecho posible incorporar principalmente al área productiva de la región a profesionales capacitados para transformar, el entorno socioeconómico en beneficio de la sociedad.
Las actividades académicas se iniciaron con 337 alumnos de nivel medio superior distribuidos en 3 especialidades: Técnicos en máquinas-herramientas Técnicos en electricidad Técnicos en máquinas de combustión interna.
En 1972 se incluyó la especialidad de Técnico en Electrónica.
En 1973 se inicia el nivel superior con las carreras de Ingeniería Industrial en Producción e Ingeniería Industrial Electrónica. En 1979 surge la carrera de Ingeniería en Sistemas Computacionales.
En ese mismo año se inicia la desconcentración del nivel medio superior y se implementa la licenciatura en Relaciones Industriales.
En 1980 se implementan las carreras de Ingeniería Industrial Mecánica, Ingeniería Industrial Eléctrica, así como la carrera de licenciatura en Administración de Empresas Turísticas.
En el año de 1982 el Instituto Tecnológico de San Luis Potosí se consolida como Institución de Educación Superior con la creación del Centro de Graduados e Investigación, implementándose la maestría en Ingeniería Mecánica con las especialidades en Diseño y Procesos de Fabricación.
El 31 de julio de 2004 son acreditadas las carreras de Ingeniería en Sistemas Computacionales e Ingeniería Industrial por el Consejo de Acreditación de la Enseñanza de la Ingeniería (CACEI). En el mes de junio de 2006 el Instituto Tecnológico de San Luis Potosí logra la Certificación en la norma ISO 9001:2000 en todos sus procesos por parte del IMNC (Instituto Mexicano de Normalización y Certificación).
Actualmente se imparten las siguientes carreras:

## Oferta educativa
La oferta educativa del TecNM Campus San Luis se divide en programas que se imparten tanto de forma presencial como en modalidades mixta y a distancia

### Programas Presenciales
Licenciaturas:
- Licenciatura en Administración
  - Especialidades:
    - Gestión Estratégica del Talento Humano
    - Finanzas
- Licenciatura en Turismo
  - Especialidades:
    - Gestión del Patrimonio Cultural
    - Industria de Reuniones

Ingenierías:
- Ingeniería Industrial
  - Especialidades:
    - Calidad y Lean Sigma
    - Tecnologías de Manufactura
    - Procesos Logísticos
- Ingeniería Mecatrónica
  - Especialidades:
    - Manufactura Automatizada
- Ingeniería en Gestión Empresarial
  - Especialidades:
    - Gestión de la Mejora Continua
    - Logística
- Ingeniería en Sistemas Computacionales
  - Especialidades:
    - Ciberseguridad
    - Gestión de Servicios de TI
- Ingeniería en Informática
  - Especialidades:
    - Ciberseguridad
    - Arquitectura de la Infraestructura Tecnológica
- Ingeniería Eléctrica
  - Especialidades:
    - Energías Limpias e Industria 4.0
- Ingeniería Mecánica
  - Especialidades:
    - Formación Integral en Ingeniería Mecánica
- Ingeniería Electrónica
  - Especialidades:
    - Robótica y Tecnologías Emergentes
- Ingeniería en Semiconductores (Reciente creación)
- Ingeniería en Logística (Reciente creación)
- Ingeniería en Inteligencia Articifial (Reciente creación)

Maestrías
- Maestría en Administración
- Maestría en Electrónica

### Modalidad a Distancia
Ingenierías:
- Ingeniería en Sistemas Computacionales
  - Especialidades:
    - Ciberseguridad
    - Gestión de Servicios de TI
- Ingeniería Industrial
  - Especialidades:
    - Calidad y Lean Sigma
    - Tecnologías de Manufactura
    - Procesos Logísticos

Licenciaturas:
- Licenciatura en Administración
  - Especialidades:
    - Gestión Estratégica del Talento Humano
    - Finanzas

### Modalidad Mixta
Ingenierías
- Ingeniería en Sistemas Computacionales
  - Especialidades:
    - Ciberseguridad
    - Gestión de Servicios de TI
- Ingeniería Industrial
  - Especialidades:
    - Calidad y Lean Sigma
    - Tecnologías de Manufactura
    - Procesos Logísticos
- Ingeniería en Gestión Empresarial
  - Especialidades:
    - Gestión de la Mejora Continua
    - Logística

Licenciaturas:
- Licenciatura en Administración
  - Especialidades:
    - Gestión Estratégica del Talento Humano
    - Finanzas